# Szepetnek
Szepetnek là một thị trấn thuộc hạt Zala, Hungary. Thị trấn này có diện tích 30,39 km², dân số năm 2010 là 1683 người, mật độ 55 người/km².